# Callisia tehuantepecana
Callisia tehuantepecana là một loài thực vật có hoa trong họ Commelinaceae. Loài này được Matuda mô tả khoa học đầu tiên năm 1957.